# Monte Cocks
Monte Cocks (in inglese Mount Cocks) è un'insenatura della terra della regina Victoria che si affaccia sul mare di Ross in Antartide. Localizzata ad una latitudine di 78° 31' S e ad una longitudine di 162° 30' E si innalza dall'inizio del ghiacciaio Koettlitz dividendolo dal ghiacciaio Skelton e raggiunge i 2.088 metri.
È stata scoperta durante la spedizione Discovery (1901-04) sotto il comando di Robert Falcon Scott ed intitolata a Somers Cocks, tesoriere della Royal Society.